# Аман, Евгений Иосифович
Аман Евгений Иосифович (12 мая 1952 п. Чистый Чандак, Фёдоровский район, Костанайская область, Казахская ССР) — политический государственный деятель. Президент Костанайской областной федерации дзюдо (2000). Депутат Сената Парламента Республики Казахстан II 1999 и III созывов 2005 от Костанайской области. Первый заместитель акима Костанайской области с 4 марта 2013 года — до 12 мая 2015 года. Член КПСС (1982—1991). Член Аграрной партии (2000—2006).

## Биография
Родился 12 мая 1952 п. Чистый Чандак, Фёдоровский район, Костанайская область в немецкой семье. Отец — Аман Иосиф Иосифович (1930 г.р.) работал агрономом и управляющим в отделение № 3 Фёдоровского района. Мать — Аман Фрида Иосифовна (1931—1996) ранее работала разнорабочей.
В 1974 году окончил Кустанайский филиал Целиноградского сельскохозяйственного института.
В 1974 году Научный сотрудник отдела земледелия Карабалыкской опытной сельхозстанции Кустанайской области.
С ноября 1974 — служба в рядах Советской Армии. Старший лейтенант в запасе.
С 1975 по 1979 годах — Ассистент кафедры земледелия, преподаватель Кустанайского филиала Целиноградского сельскохозяйственного института.
В 1979 году по 1983 годах — Заведующий отделом рабочей и сельской молодежи Кустанайского обкома ЛКСМ.
В 1983 году по 1988 год — Инструктор, заместитель заведующего сельскохозяйственным отделом Кустанайского обкома партии.
В 1988 — Первый секретарь Убаганского райкома партии.
В 1991 — председатель Убаганского райисполкома и районного Совета народных депутатов.
С 1992 года — вице-президент, Президент акционерного общества «Костанайлизингинвест».
В 1999 Депутат Сената Парламента Республики Казахстан второго созыва от Костанайской области.
В 2005 Депутат Сената Парламента Республики Казахстан третьего созыва от Костанайской области. член постоянного Комитета по аграрным вопросам и охране окружающей среды.
В 2008 Председатель Комитета по аграрным вопросам и охране окружающей среды.
С декабря 2009 года являлся Ответственным секретарем Министерства сельского хозяйства Республики Казахстан.
18 февраля 2013 Распоряжением Президента Республики Казахстана освобожден от должности Ответственного секретаря Министерства сельского хозяйства Республики Казахстан в связи с переходом на другую работу.
С 4 марта 2013 года Первый заместитель акима Костанайской области.

## Прочие должности
С 2000 Президент Костанайской областной федерации дзюдо
Член Комитета парламентского сотрудничества «Республики Казахстан — Европейский Союз».
Член группы сотрудничества с Национальным собранием Республики Армения, с Сенатом Республики Польша,
с Бундестагом Федеративной Республики Германия.

## Партийная принадлежность
Член КПСС (1982—1991);
Член Аграрной партии (объединилась с НДП «Нур Отан») (2000—2006)

## Хобби, увлечения
Лыжи, фитнес, охота, работа в саду.

## Спортивные достижения
Мастер спорта по вольной борьбе.

## Семья
- Жена — Аман Лидия Павловна (1954).
  - Дочери Татьяна (1977 г.р.) и Наталья (1982 г.р.).
- Брат Аман Виктор Иосифович (1954—2010). Основатель и главный врач лечебно-диагностического центра «Гиппократ». Сын и дочь.
- Сестра Аман Елена Иосифовна (1958). Имеет дочь.

## Награды
- Орден Парасат (2004)
- Медаль «За трудовую доблесть» (1983)
- Медаль «10 лет независимости Республики Казахстан» (2001)
- Медаль «Казахстан Конституциясына 10 жыл» (2005)
- Медаль «10 лет Парламенту Республики Казахстан» (2006)
- Отмечен Благодарностью Президента Казахстана
- Евгений Аман освобожден от должности ответсекретаря Минсельхоза Архивная копия от 24 декабря 2014 на Wayback Machine
- Евгений Аман назначен заместителем акима Костанайской области Архивная копия от 5 декабря 2014 на Wayback Machine
- ВИКТОР АМАН: «РЕЗАТЬ ЧЕЛОВЕКА УДОВОЛЬСТВИЯ НЕ ДОСТАВЛЯЕТ» Архивная копия от 5 декабря 2014 на Wayback Machine